# Amerikaanse PGA Tour 2010
De Amerikaanse PGA Tour van 2010 bestond uit ruim 50 golftoernooien die allemaal in de Verenigde Staten werden gespeeld, behalve het Brits Open, het Canadees Open, de Mayakoba Golf Classic in Mexico, het Puerto Rico Open en de CIMB Classic in Maleisië. De Ryder Cup  werd in 2010 in Wales gespeeld en de WGC - HSBC Champions in China. 

## Jaarschema en winnaars
Het seizoen liep gelijk aan het kalenderjaar,
| Data  | Data  | Toernooi                                               | Winnaar                  | Prijzengeld |
| ----- | ----- | ------------------------------------------------------ | ------------------------ | ----------- |
| 07-01 | 10-01 | SBS Championship                                       | Geoff Ogilvy             | $ 5.600.000 |
| 14-01 | 17-01 | Sony Open d'Hawaï                                      | Ryan Palmer              | $ 5.500.000 |
| 20-01 | 24-01 | Bob Hope Classic                                       | Bill Haas                | $ 5.000.000 |
| 28-01 | 31-01 | Farmers Insurance Open                                 | Ben Crane                | $ 5.300.000 |
| 04-02 | 07-02 | Northern Trust Open                                    | Steve Stricker           | $ 6.400.000 |
| 11-02 | 14-02 | AT&T Pro-Am                                            | Dustin Johnson           | $ 6.200.000 |
| 17-02 | 21-02 | WGC - Matchplay                                        | Ian Poulter              | $ 8.500.000 |
| 18-02 | 21-02 | Mayakoba Classic                                       | Cameron Beckman          | $ 3.600.000 |
| 25-02 | 28-02 | Waste Management Phoenix Open                          | Hunter Mahan             | $ 6.000.000 |
| 04-03 | 07-03 | The Honda Classic                                      | Camilo Villegas          | $ 5.600.000 |
| 11-03 | 14-03 | WGC-CA Championship                                    | Ernie Els                | $ 8.500.000 |
| 11-03 | 14-03 | Puerto Rico Open                                       | Derek Lamely             | $ 3.500.000 |
| 18-03 | 21-03 | Transitions Championship                               | Jim Furyk                | $ 5.400.000 |
| 25-03 | 29-03 | Arnold Palmer Invitational                             | Ernie Els                | $ 6.000.000 |
| 01-04 | 04-04 | Shell Houston Open                                     | Anthony Kim              | $ 5.800.000 |
| 08-04 | 11-04 | The Masters                                            | Phil Mickelson           | $ 7.500.000 |
| 15-04 | 18-04 | Verizon Heritage                                       | Jim Furyk                | $ 5.700.000 |
| 22-04 | 25-04 | Zurich Classic of New Orleans                          | Jason Bohn               | $ 6.400.000 |
| 29-04 | 02-05 | Quail Hollow Championship                              | Rory McIlroy             | $ 6.500.000 |
| 06-06 | 09-05 | The Players Championship                               | Tim Clark                | $ 9.500.000 |
| 13-05 | 16-05 | Valero Texas Open                                      | Adam Scott               | $ 6.100.000 |
| 20-05 | 23-05 | HP Byron Nelson Championship                           | Jason Day                | $ 6.500.000 |
| 27-05 | 30-05 | Crowne Plaza Invitational at Colonial                  | Zach Johnson             | $ 6.200.000 |
| 03-06 | 06-06 | Memorial Tournament                                    | Justin Rose              | $ 6.000.000 |
| 10-06 | 13-06 | St Jude Classic                                        | Lee Westwood             | $ 5.600.000 |
| 17-06 | 20-06 | US Open                                                | Graeme McDowell          | $ 7.500.000 |
| 24-06 | 27-06 | Travelers Championship                                 | Bubba Watson             | $ 6.000.000 |
| 01-07 | 04-07 | AT&T National                                          | Justin Rose              | $ 6.200.000 |
| 08-07 | 11-07 | John Deere Classic                                     | Steve Stricker           | $           |
| 15-07 | 18-07 | Reno-Tahoe Open                                        | Matt Bettencourt         | $           |
| 15-07 | 18-07 | Brits Open                                             | Louis Oosthuizen         | $ 7.000.000 |
| 22-07 | 25-07 | RBC Canadian Open                                      | Carl Pettersson          | $ 5.100.000 |
| 29-07 | 01-08 | Greenbrier Classic                                     | Stuart Appleby           | $ 6.000.000 |
| 05-08 | 08-08 | Turning Stone Resort Championship                      | Bill Lunde               | $ 4.000.000 |
| 05-08 | 08-08 | WGC - Bridgestone Invitational                         | Hunter Mahan             | $ 8.500.000 |
| 12-08 | 15-08 | PGA Championship                                       | Martin Kaymer            | $ 7.500.000 |
| 19-08 | 22-08 | Wyndham Championship                                   | Arjun Atwal              | $ 5.100.000 |
| 26-08 | 29-08 | The Barclays                                           | Matt Kuchar              | $ 7.500.000 |
| 03-09 | 06-09 | Deutsche Bank Championship                             | Charley Hoffman          | $ 7.500.000 |
| 09-09 | 12-09 | BMW Championship                                       | Dustin Johnson           | $ 7.500.000 |
| 23-09 | 26-09 | The Tour Championship                                  | Jim Furyk                | $ 7.500.000 |
| 30-09 | 03-10 | Wiking Classic                                         | Bill Haas                | $           |
| 04-10 |       | Ryder Cup                                              | Europa                   | $           |
| 07-10 | 10-19 | McGladrey Classic                                      | Heath Slocum             | $           |
| 17-10 |       | Frys.com Open                                          | Rocco Mediate            | $           |
| 18-10 | 20-19 | PGA Grand Slam                                         | Ernie Els                | $ 1.350.000 |
| 24-10 |       | Justin Timberlake Shriners Hospitals for Children Open | Jonathan Byrd            |             |
| 28-10 | 31-10 | CIMB Asia Pacific Classic Malaysia                     | Ben Crane                | $ 6.000.000 |
| 15-11 |       | ADT Skills Challenge                                   | Mark O'Meara, Nick Price | $ 800.000   |
| 02-12 | 05-12 | Chevron World Challenge                                | Graeme McDowell          | $ 5.750.000 |
| 10-12 | 12-12 | The Shark Shootout                                     | Dustin Johnson           | $ 3.000.000 |

## Order of Merit
| Rang | Speler         | Toernooien | Prijzengeld |
| ---- | -------------- | ---------- | ----------- |
| 1    | Matt Kuchar    | 26         | $ 4.910.477 |
| 2    | Jim Furyk      | 21         | $ 4.809.622 |
| 3    | Ernie Els      | 20         | $ 4.558.861 |
| 4    | Dustin Johnson | 23         | $ 4.473.122 |
| 5    | Steve Stricker | 19         | $ 4.190.235 |
| 6    | Phil Mickelson | 20         | $ 3.821.733 |
| 7    | Luke Donald    | 20         | $ 3.665.234 |
| 8    | Paul Casey     | 17         | $ 3.613.194 |
| 9    | Justin Rose    | 22         | $ 3.603.331 |
| 10   | Hunter Mahan   | 25         | $ 3.574.550 |

1970 ·
1971 ·
1972 ·
1973 ·
1974 ·
1975 ·
1976 ·
1977 ·
1978 ·
1979 ·
1980 ·
1981 ·
1982 ·
1983 ·
1984 ·
1985 ·
1986 ·
1987 ·
1988 ·
1989 ·
1990 ·
1991 ·
1992 ·
1993 ·
1994 ·
1995 ·
1996 ·
1997 ·
1998 ·
1999 ·
2000 ·
2001 ·
2002 ·
2003 ·
2004 ·
2005 ·
2006 ·
2007 ·
2008 ·
2009 ·
2010 ·
2011 ·
2012 ·
2013 ·
2014 ·
2015